# Edd Stavjanik
Edd Stavjanik, nom de scène d'Eduard Sztavjanik (née le 12 octobre 1927 à Vienne, mort le 28 octobre 2008 dans la même ville) est un acteur autrichien.

## Biographie
Après sa formation d'acteur à Vienne, Stavjanik fait ses débuts au Vorarlberger Landestheater de Bregenz. Il joue ensuite au Salzburger Landestheater jusqu'en 1956. À partir de 1957, il travaille de nombreuses années au Volkstheater de Vienne avant de rejoindre le Burgtheater en 1961. Kurt Meisel fait venir Stavjanik au Residenztheater de Munich pendant près de 5 ans dans les années 1970. Edd Stavjanik revient au Burgtheater sous la direction d'Achim Benning.
À partir de 1955, Stavjanik assume de petits rôles au cinéma et bien souvent dans des productions télévisées.
Stavjanik est enterré au cimetière de Hinterbrühl à Mödling. Il eut deux filles, Franziska est devenue actrice.

## Filmographie
Cinéma
- 1955 : Die Sennerin von St. Kathrein (de)
- 1956 : Pulverschnee nach Übersee (de)
- 1957 : Le Pasteur de Saint-Michel (de)
- 1960 : Agent double
- 1960 : Le Brave Soldat Chvéïk
- 1962 : Der rote Rausch
- 1962 : L'Ivresse de la forêt
- 1963 : L'Auberge enchantée
- 1965 : An der Donau, wenn der Wein blüht
- 1966 : Duel à la vodka
- 1973 : Crazy – total verrückt
- 1980 : Die Reise ins tausendjährige Reich
- 1983 : Les Héritiers (de)
- 1983 : Die Schieber
- 1991 : Patient aus Leidenschaft
- 1994 : Du bringst mich noch um (de)
- 2002 : Gebürtig

Télévision (sélection)
- 1959 : Der Verräter
- 1962 : Gasparone
- 1964 : Karriere
- 1965 : Die letzten Tage der Menschheit
- 1967 : Ostwind
- 1967 : Zwischenfall in Antiochia
- 1970 : Der Querulant (de)
- 1970 : Passion eines Politikers
- 1970 : Jedermann
- 1970 : Der Feldherrnhügel
- 1971 : Der junge Baron Neuhaus
- 1971 : Der kleine Muck
- 1971 : Opération Walkyrie
- 1971 : Kaiser Karls letzte Schlacht
- 1971 : Herr Pfeffermaus und seine Freunde
- 1972 : Libussa
- 1973 : Tatort: Weißblaue Turnschuhe (de)
- 1976 : Tatort: Annoncen-Mord (de)
- 1976 : Kleines Bezirksgericht
- 1977 : Der Einstand (de)
- 1977 : Edwards Film
- 1977 : Die Unverbesserliche
- 1978 : Der Jagdgast
- 1978 : Eine seltsame Bescherung
- 1980 : Maria Theresia
- 1983 : Quatre espions dans la place (Satan ist auf Gottes Seite)
- 1983 : Le Lac aux Dames
- 1984–1993 : Die liebe Familie (de) (série télévisée)